# Sébastien Amiez
Sébastien Amiez (Moûtiers, 6 mei 1972) is een voormalige Franse alpineskiër. Als slalom-specialist treedt hij toe tot de groep van het team van Frankrijk in 1993, hij won de zilveren medaille op de Olympische Spelen in Salt Lake City in 2002 achter zijn landgenoot Jean-Pierre Vidal en de zilveren medaille op de wereldkampioenschappen van 1997 achter Tom Stiansen en kristal wereld slalom in 1996 voor Alberto Tomba.
In maart 2006 werd hij het slachtoffer van een aanslag die hem erg toetakelde (verlies van bijna al het zicht in rechteroog). Ten slotte, op 12 april 2007, op de leeftijd van 34, kondigde hij zijn pension aan in de sport en zijn verlangen om deel te nemen aan het bedrijfsleven.

## Palmares

### Olympische winterspelen
- Olympische Winterspelen 2002
  - Zilveren medaille in de slalom

### Wereldkampioenschappen
- Wereldkampioenschap 1997
  - Zilveren medaille in de slalom

### Andere
- Vice-wereldkampioen bij de junioren(slalom) in 1991.
- Frans slalomkampioen in 1994, 1996 en 1999.